# Scytalopus parkeri
El churrín de Chusquea (Scytalopus parkeri), también denominado tapaculo de Chusquea (en Perú) o churrín chusquea, es una especie de ave paseriforme perteneciente al numeroso género Scytalopus de la familia Rhinocryptidae. Es nativo de los Andes del noroeste de América del Sur. 

## Distribución y hábitat
Se distribuye por la pendiente oriental de los Andes en el sur de Ecuador (este de Loja, Zamora-Chinchipe) y extremo norte de Perú (este de Piura, norte de Cajamarca).
Es bastante común en el sotobosque de  bosques montanos, principalmente entre los 2300 y los 3300 m s. n. m. de altitud.

## Taxonomía
Es monotípico. Forma una superespecie con Scytalopus spillmanni.